# Medwayski megaliti
Medwayski megaliti, včasih imenovani tudi kentski megaliti, je skupina dolgih grobnic (gomil) in megalitskih spomenikov iz zgodnjega neolitika v spodnji dolini reke Medway v Kentu v jugovzhodni Angliji. Izdelani so iz lokalnega sarsenskega peščenjaka in zemlje ter datirajo v 4. in 3. tisočletje pr. n. št. So znana prazgodovinska megalitska skupina v vzhodni Angliji in najbolj jugovzhodna skupina v Veliki Britaniji.
So ena številnih regionalnih skupin gomilnih grobišč v Veliki Britaniji, čeprav imajo natančne arhitekturne značilnosti, ki jih ločijo od drugih skupin. Namen teh gomil je še vedno nedorečen, čeprav so bile nekatere uporabljene kot grobnice za pokop izbrane skupine posameznikov. Prav tako velja splošno prepričanje, da so bili to kraji, na katerih so opravljali verske obrede. Mnogi arheologi verjamejo, da kažejo nadaljevanje naseljevanja Britanije, saj so lovce nabiralce nadomestili poljedelci.
Tri prekatne grobnice so bile najdene zahodno od reke: Coldrum, Addington in Chestnut. Vzhodno od reke so bile ugotovljene še druge triprekatne grobnice: Kit's Coty House, Little Kit's Coty House in Smythe's Megalith, v bližini pa sta morda še Coffin Stone in White Horse Stone, ostanki nekdanjih grobnic. Zgodnje neolitske gomile so bile najdene tudi v bližini spomenikov.
Medwayski megaliti so močno poškodovani in v slabem stanju, kar je posledica namenskega uničenja v poznem 13. stoletju. Da bi pritegnili zanimanje starinarjev v poznem 16. stoletju, so razvili vrsto napačnih teorij o njihovem izvoru, preden so jih v poznem 19. stoletju raziskali pravi arheologi. Okoli spomenikov je prav tako zrasla lokalna folklora, saj jih sodobni pogani poznega 20. stoletja razlagajo in uporabljajo kot svete kraje.

## Ozadje
Zgodnji neolitik je revolucionarno obdobje britanske zgodovine. Začetek v 5. tisočletju pr. n. št. je prinesel veliko spremembo v načinu življenja skupnosti, ki je sprejela kmetijstvo kot svojo osnovno obliko preživljanja in opuščanje življenjskega sloga lovca nabiralca, ki je bil značilen za prejšnje obdobje mezolitika.  Arheologi niso mogli dokazati, ali je bil ta prehod posledica pritoka priseljencev s celinske Evrope ali ker so avtohtoni mezolitski Britanci prevzeli nov način od kontinentalne družbe. To se je gotovo pojavilo po stiku s celinsko Evropo, kar je verjetno posledica stoletij povezav med mezolitskimi ljudmi, ki so živeli v jugovzhodni Britaniji, in skupnostmi kulture linearne trakaste keramike, ki so živele v severovzhodni Franciji.
Med letoma 4500 in 3800 pred našim štetjem so na vsem Britanskem otočju opustili mezolitski način življenja in ga nadomestili z novim neolitskim kmetovanjem. Očitno je, da je bilo veliko regionalnih razlik glede na naravo in razporeditev poselitve, arhitekturnih slogov in uporabe naravnih virov.  Obstajajo arheološki dokazi o nasilju in bojevanju, nekatere skupine so gradile utrdbe za obrambo. Sodobni arheologi nimajo neposrednih dokazov o odnosih med spoloma na otoku v tem času, čeprav večina verjame, da so v družbi prevladovali moški.
Velika Britanija je bila v tem obdobju zelo porasla z gozdovi. Še vedno ni jasno, v kolikšni meri je bilo poraščeno območje Kenta, čeprav se zdi, da je bil gozd zelo razširjen samo na jugovzhodnem delu v pozni bronasti dobi. Okoljski podatki okolice White Horse Stona podpirajo idejo, da je bilo območje v zgodnjem neolitiku v glavnem gozdnato (hrast, jesen, leska, jelša in jagodičevje).

## Poznejša zgodovina
Tudi kasneje v zgodovini so pokrajino okoli teh megalitov uporabljali za obredne namene, tudi za bogate bronastodobne pokope, zlate predmete iz pozne bronaste dobe, železnodobne pokope z nekaj bogatimi ostanki in verjetno rimsko-britski tempelj na hribu Blue Bell.  Dokaz o naselitvi v pozni bronasti in starejši železni dobi je bil najden na zahodni strani doline pri White Horse Stone, kot je razvidno iz oblike ostankov jam in struktur poleg jam, ki prvotno niso bile uporabljene za shranjevanje. V srednjem veku je bila blizu megalitov narejena romarska pot.
V 13. stoletju so megalite sistematično uničevali. Nekatere komore so bile popolnoma porušene. Razlogi za to uničenje niso povsem jasni. Ashbee meni, da je bil to poskus krščanske cerkve, da utrdi svoj nadzor nad nekrščanskimi prepričanji in običaji v povezavi s severnimi križarskimi vojnami, ki sta ga podprla Edvard I. in Edvard III. Meni tudi, da so bile gradnje cerkev svetega Štefana v Tottingtonu, svetega Mihaela v Cosingtonu in svete Marjete v Addingtonu, vse v bližini megalitov, lahko del tega istega procesa. 

## Kit's Coty House
Kit's Coty House stoji na hribu Blue Bell blizu Aylesforda na robu polja. Štirje kamni kažejo izviren dostop do uničene grobnice v 70-metrski gomili (tumula). Kamni so iz kremenca, iste vrste kot v Stonehengeu. Trije podporni kamni z vodoravnim zgornjim kamnom sežejo do višine skoraj tri metre. Še en kamen, znan kot glavni kamen, je bil na zahodnem koncu leta 1867 uničenega tumula. Lokacijo je leta 1854 odkril arheolog Thomas Wright. Med kamni je našel grobo keramiko. Leta 1885 je bil kraj eden prvih v Veliki Britaniji, ki je bil razglašen za "antični spomenik", čez nekaj let so ga zaščitili s kovinsko ograjo. Med izkopavanji so našli neolitsko grobnico.

### Legenda
Lokacija velja po lokalni legendi za grob Katigerna, brata Vortimerja in sina Vortigerna, ki je bil tukaj pokopan po bitki proti anglosaškemu junaku z imenom Horsa, ki je naveden v anglosaški kroniki leta 455.

## Little Kit's Coty House
Little Kit's Coty House je 450 m južno od Kit's Coty House. Druge neolitske gomile so bile uničene verjetno v 17. stoletju. Imenujejo jih tudi Countless Stones ali "Nešteti kamni". Znane so tudi zgodbe o usodi ljudi, ki so jih poskusili prešteti. William Stukeley je poskušal v 18. stoletju rekonstruirati lokacijo. Arheološka izkopavanja v letu 1989 niso dala jasnega dokaza, ali je bil to kamnolom. V bližini so našli železnodobne ostanke. Tloris nepravilnega polosmerokotnika iz petih kamnov, še pred zgrajenim dostopom iz štirih blokov, je bil pokrit z zgornjim kamnom (preklado).

## Coffin Stone
Coffin Stone je 400 metrov zahodno od Little Kit's Coty House sredi vinograda. To je raven, pravokoten kamen, dolg 4,4 m in širok 2,8 m. Dva manjša kamna ležita v bližini. Leta 1836 so kmetje menda našli pod kamnom "vrečko kosti", o čemer obstaja pisno poročilo. Kamen je lahko ostanek tumula. Arheološka izkopavanja v poletnih mesecih leta 2008 niso prinesla nobenega jasnega odgovora.

## Coldrum Stones
Coldrumski kamni (tudi tumuli) so še en ostanek teh grobnic. Megaliti ležijo zahodno od reke v bližini Trottiscliffa. Kljub škodi, ki so jo povzročili lovci na zaklade, je najbolje ohranjen kompleks skupine medwayskih megalitov. Poleg kamnite komore so ohranjeni kamni, padli s hriba. Leta 1910 so odkrili ostanke grobnice 22 ljudi, tudi lobanjo človeka, ki je bil postavljen. Veliko dolgih kosti je kazalo znake revmatizma. Morda ime "coldrum" izhaja iz stare cornwalske besede "galdrum" – 'kraj čaranja'.

## Gomile pri Addingtonu

### Chestnuts
To je izkopan tumul pri Addingtonu južno od Trottiscliffa. Grobna gomila je bila odstranjena, vendar so veliki kamni ohranjeni. Štirje veliki kamni spredaj in še štirje sredi hriba so bili del grobne komore. Še večji kamen, ki leži ob strani, je verjetno nekdanji končni kamen. Morda je bil prvotno v komori še en kamen, ki jo je delil, in verjetno še en kamen, ki je zapiral vhod. Leta 1957 je John Alexander našel ostanke požganih kosti najmanj devetih ljudi in predmetov iz poznega neolitika ali zgodnje bronaste dobe.
Komora je bila dolga približno štiri metre, dva metra široka in tri metre visoka. Pravokotna gomila je bila dolga 20 m in široka morda 15 metrov.

### Addingtonski tumul
V bližini Chestnuta leži Addingtonski tumul. Novejša cesta ga je močno poškodovala. Rahlo konična grobna gomila je dolga 60 m in sega v širino 14 do 11 m. Ostanki komore se lahko označijo s številom padlih kamnov na vzhodni strani ceste. Leta 1845 je lokalni pastor kopal v hrib. Našel naj bi človeške kosti. Leta 1981 so arheologi postavili 25 izvirnih robnih kamnov na vse štiri strani hriba.

### Druge grobnice
Leta 1980 je kmet odkril dva velika pokopna kamna v bližini vzhodne skupine tumulov. Izkopavanja kentskih arheologov so pokazala še štiri srednje velike kamne, pokopane v jami, izkopani v kredni podlagi. Raziskovalci menijo, da je to verjetno prekatna grobnica. 